# Skoki do wody na Letnich Igrzyskach Olimpijskich 2020 – trampolina 3 m synchronicznie mężczyzn
Konkurs mężczyzn w synchronicznych skokach do wody z trampoliny 3 m podczas XXXII Letnich Igrzysk Olimpijskich w Tokio odbył się w dniu 28 lipca 2021. Do rywalizacji przystąpiło 16 sportowców z 8 krajów. Areną zawodów było Tokyo Aquatics Centre. Mistrzami olimpijskimi zostali Chińczycy Wang Zongyuan i Xie Siyi, wicemistrzami Amerykanie Andrew Capobianco i Michael Hixon, a brąz zdobyli Niemcy Patrick Hausding i Lars Rüdiger.
Był to VI olimpijski konkurs synchronicznych skoków do wody z trampoliny 3 m mężczyzn.

## Terminarz
godziny zostały podane w czasie japońskim (UTC+9)
| Data          | Godzina | Runda |
| ------------- | ------- | ----- |
| 28 lipca 2021 | 15:00   | Finał |

## System rozgrywek
Konkurs składał się z jednej rundy, w której zawodnicy mieli do oddania sześć skoków, po jednym z każdej z pięciu grup:
- skok w przód
- skok w tył
- delfin
- auerbach
- śruba

Szósty skok mógł pochodzić z dowolnej grupy
Pozycja była ustalona według sumy ocen za wszystkie 6 skoków.

## Wyniki
| Pozycja | Zawodnicy                            | Państwo                     | Finał  | Finał  | Finał  | Finał  | Finał  | Finał  | Finał        | Finał |
| Pozycja | Zawodnicy                            | Państwo                     | Skok 1 | Skok 2 | Skok 3 | Skok 4 | Skok 5 | Skok 6 | Suma punktów |       |
| ------- | ------------------------------------ | --------------------------- | ------ | ------ | ------ | ------ | ------ | ------ | ------------ | ----- |
| złoto   | Wang Zongyuan Xie Siyi               | Chiny                       | 55.80  | 57.60  | 86.70  | 90.78  | 77.76  | 99.18  | 467.82       |       |
| srebro  | Andrew Capobianco Michael Hixon      | Stany Zjednoczone           | 49.20  | 49.80  | 83.64  | 86.10  | 86.70  | 88.92  | 444.36       |       |
| brąz    | Patrick Hausding Lars Rüdiger        | Niemcy                      | 50.40  | 51.60  | 75.48  | 70.35  | 71.40  | 85.50  | 404.73       |       |
| 4       | Yahel Castillo Juan Celaya           | Meksyk                      | 48.60  | 49.80  | 78.54  | 79.56  | 77.52  | 66.12  | 400.14       |       |
| 5       | Sho Sakai Ken Terauchi               | Japonia                     | 51.60  | 51.60  | 74.70  | 69.30  | 71.40  | 75.33  | 393.93       |       |
| 6       | Lorenzo Marsaglia Giovanni Tocci     | Włochy                      | 49.20  | 49.20  | 73.47  | 80.58  | 67.26  | 68.34  | 388.05       |       |
| 7       | Jack Laugher Daniel Goodfellow       | Wielka Brytania             | 47.40  | 51.00  | 63.24  | 67.20  | 62.70  | 91.26  | 382.80       |       |
| 8       | Jewgienij Kuzniecow Nikita Szlejcher | Rosyjski Komitet Olimpijski | 51.00  | 51.60  | 74.46  | 82.62  | 71.40  | 0.00   | 331.08       |       |